# 长管萼黄耆
长管萼黄耆（学名：Astragalus limprichtii）为豆科黄芪属的植物，为中国的特有植物。分布在中国大陆的陕西、河南、新疆、山西等地，生长于海拔300米至800米的地区，多生在山坡及沙土地带。